# Wings of Fury
Wings of Fury ist ein horizontal scrollendes Shoot-’em-up-Computerspiel.

## Handlung
Der Spieler schlüpft in die Rolle eines Piloten der US Navy während des Pazifikkriegs. Er steuert ein US-amerikanisches Jagdflugzeug vom Typ F6F Hellcat und startet grundsätzlich von seinem Flugzeugträger, der Wasp, der im Zuge der Kampfhandlungen zwischen den pazifischen Inseln in Bedrängnis geraten ist. Das Spielziel besteht darin, japanische Soldaten zu eliminieren sowie Flugzeuge, Schiffe und Bunker zu zerstören.

## Spielprinzip und Technik
Während des Spielverlaufs stehen folgende Waffen bereit:
- Maschinengewehr – Das Maschinengewehr verfügt über unbegrenzte Munitionsvorräte und wird primär gegen Soldaten und Flugzeuge eingesetzt. Letztere sind gegen alle anderen Waffen immun. Der Spieler verfügt immer über das Maschinengewehr.
- Raketen – Wirkungsvoll gegen Ziele wie Bunker, insbesondere gegen gepanzerte Bunker.
- Bomben – Bomben vernichten Bunker und Soldaten, aber keine gepanzerten Bunker.
- Torpedo – Der Torpedo wird gegen feindliche Schiffe eingesetzt. Es ist nicht möglich, mehr als einen davon zu transportieren.

Die drei letztgenannten Waffen müssen im Hangar des eigenen Flugzeugträgers wieder aufgefüllt werden; es kann dabei nicht mehr als ein Waffentyp gleichzeitig benutzt werden.
Der Spieler wird während seiner Mission von allerlei feindlicher Flak und Abfangjägern bedrängt. Gelegentlich wird sogar der heimatliche Flugzeugträger durch Torpedo-Bomber attackiert, insbesondere wenn man diesem länger fernbleibt. Nach eigenem Absturz oder Abschuss findet sich der Spieler auf dem Flugzeugdeck wieder und muss seinen Auftrag von dort weiterführen. Der Verlust des letzten verfügbaren Flugzeugs oder das Versenken des eigenen Trägers bedeuten das sofortige Spielende.

## Produktionsnotizen
1988 wurden Versionen für den Apple II und PC (MS-DOS) veröffentlicht, 1989 dann für Sharp X68000 und 1990 für C64, Amiga sowie Amstrad CPC. Die Amstrad-CPC-Version ist von Loriciel veröffentlicht worden. Entwickelt und für alle anderen Systeme herausgebracht wurde es jedoch von Brøderbund.
Nach Eingabe des Namens "colin was here" wurden in der Amiga-Version durch Druck auf bestimmte Buchstabentasten immer wieder neue Ressourcen wie z. B. weitere Flugzeuge („Leben“) zur Verfügung gestellt; auch die Waffen konnten nun ohne Limit eingesetzt und gewechselt werden. Letzteres sowie das „Nachtanken“ in der Luft durch die Taste F (für fuel) ermöglichten dem Spieler, auch längere Kampagnen zu fliegen, ohne hierfür zum heimischen Flugzeugträger zurückkehren zu müssen – hierbei musste allerdings das erhöhte Risiko eines Torpedoangriffs auf selbigen in Kauf genommen werden.
Während die Versionen für Amiga und Amstrad CPC mit hellblauem Hintergrund aufwarteten, welcher sich lediglich bei Nachteinsätzen schwarz färbte, hatten die C64-, PC- und Game-Boy-Versionen durchgehend einen schwarzen Hintergrund. In der japanischen Version von Brøderbund Japan für den X68000-Computer steuert man eine Zero gegen US-Truppen bei ansonsten gleichem Spielprinzip.
Die Tatsache, dass man zur Lösung des Spiels in der Rolle eines Amerikaners auf Japaner schießt, die schreiend aus den Häusern rennen, führte hauptsächlich zur Indizierung durch die damalige BPjS, die im Bundesanzeiger Nr. 42 am 29. Februar 1992 bekannt gemacht wurde. Dies betraf nicht die entschärfte Version für den Game Boy Color. Die Indizierung verjährte nach 25 Jahren, Ende Januar 2017 wurde das Spiel von der Liste gestrichen.
1999 gab es eine Portierung für den Game Boy Color von Mindscape Group. Diese Game-Boy-Color-Version wurde entschärft und das Landen und Steuern der Maschine stark erleichtert. Zudem gab es auf dem Game Boy keine Menschen, die aus den Häusern rannten. Neben den offiziellen Konvertierungen wurden später durch Fans zahlreiche Remakes für neuere Plattformen erstellt, nennenswert darunter Wings of Fury 2: The Return, welches unter Beibehaltung der 2D-Spielmechanik aktuelle 3D-Grafik einführt.

## Rezeption
Der Amiga Joker kritisierte eine unoriginelle Handlung, „fürchterlich ruckelndes“ Scrolling, eine ungenaue Kollisionsabfrage und karge Grafiken. Das Spiel war berüchtigt für seine schwerfällige Steuerung; insbesondere die Landung auf dem Flugzeugträger galt als schwierig.